# Miss A
Miss A (tiếng Hàn: 미쓰에이), là một nhóm nhạc nữ Hàn Quốc và Trung Quốc ban đầu gồm 4 thành viên: Fei, Jia, Min và Suzy hoạt động chính tại Hàn Quốc. Nhóm do công ty JYP Entertainment thành lập và quản lý. Vào năm 2016, Jia chính thức rời nhóm, năm 2017, Min chính thức rời nhóm. Ngày 27 tháng 12 năm 2017, JYP Entertainment thông báo nhóm chính thức tan rã.
Fei và Jia được xem là hai trong bốn nghệ sĩ nữ nổi tiếng người Trung Quốc hoạt động trong lĩnh vực giải trí tại Hàn Quốc, cùng với Victoria Song của nhóm f(x) và người mẫu thời trang Tôn Vĩ (Wei Son).
Suzy hiện là idol đóng phim nổi tiếng nhất Hàn Quốc với nhiều giải thưởng trong lĩnh vực điện ảnh và là một trong những idol HOT nhất hiện nay của kpop, còn Min được JYP cho xuất hiện trong các show truyền hình thường xuyên, cô nổi tiếng với kkap dance.

## Lịch sử hoạt động

### Trước khi ra mắt
Ra mắt chính thức vào đầu tháng 7.2010, trước đó (vào tháng 6.2010), Miss A được JYP thông báo là một tam ca gồm có Fei, Jia và Suzy. Tuy nhiên, họ còn được nhắc đến nhiều hơn dưới cái tên không chính thức là nhóm nhạc Sisters. Sisters, theo mục đích và dự định ban đầu của JYP, sẽ được lập ra để trở thành Wonder Girls thứ hai, hoạt động tại Trung Quốc đại lục. Vào năm 2009, nhóm nhạc Sisters này có 5 thành viên, nhưng sau đó thành viên Hyerim rời nhóm, trở thành một phần của Wonder Girls, nối gốt ra đi là Sunmi. Để lấp chỗ trống này, Min đã được chọn vào Sisters và nhóm được đổi tên thành Miss A.
Trước khi ra mắt tất cả các thành viên đều có một thời gian dài thực tập sinh.

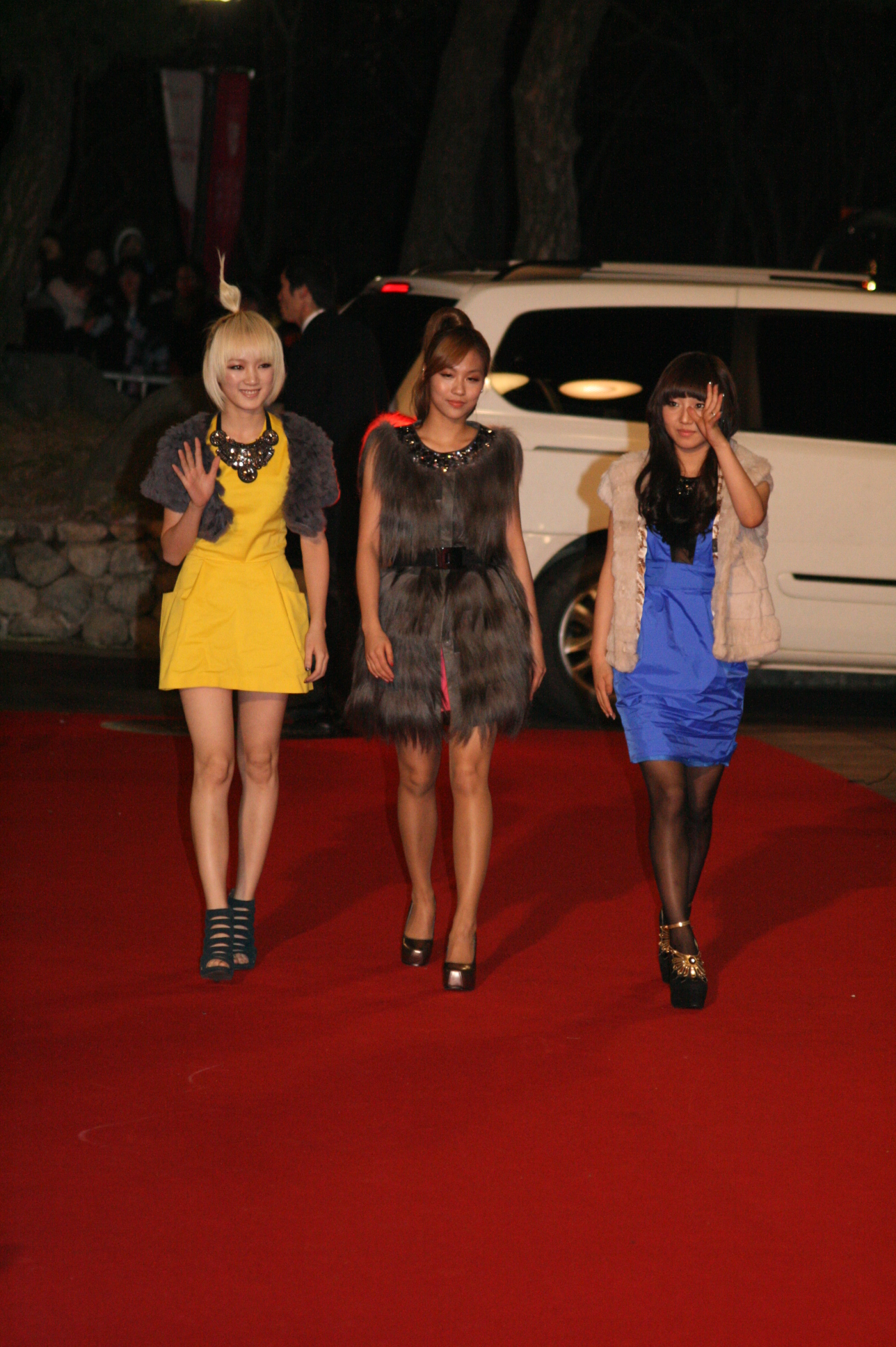
Miss A vào tháng 12 năm 2009

Thành viên Min thi tuyển vào JYP từ khi cô học lớp 6, rồi được đưa đến Mỹ, nơi cô được đào tạo trong 6 năm, sau đó trở lại với các hoạt động ở Hàn Quốc vào năm 2008. Trong suốt thời gian Min ở Mỹ, cô đã học tập tại trường trung học Repertory Company ở Manhattan. Sau khi hoàn thành xong năm thứ nhất tại Repertory Company (khoa Kịch nghệ), thời gian hè của Min được lấp đầy bởi những bài học luyện thanh, luyện nhảy, tiếng Anh, tiếng Trung và cả việc đến lớp học thể dục để luyện hình thể. Trong quá trình Min luyện tập, có một camera ghi lại bài tập luyện ấy và có hai nhân viên của JYP sát sao theo dõi cô. JYP cũng thường xuyên gửi cho cha mẹ Min những video quay con gái họ biểu diễn. Trên YouTube, có một video quay lúc Min 13 tuổi, hát một ca khúc của Beyoncé. Cùng với Sunye của Wonder Girls và Jo Kwon của 2AM, Min được biết đến là một trong những thực tập sinh có thời gian huấn luyện lâu nhất (8 năm) tại JYP Entertainment.
Năm 2007, thành viên Fei được phát hiện trong một lần đang trên đường đến trường học nhảy (cùng trường với Jia) bởi một người chuyên tìm kiếm tài năng của JYP. Có lẽ nhờ gương mặt sáng sủa cùng với chiều cao khá lý tưởng, Fei đã khiến nhân viên của JYP nhận thấy cô có tiềm năng. Và đối với Fei, việc này cũng được xem là may mắn với sự ra đời của Miss A.
Cũng giống như Fei, thành viên Jia vốn dĩ là một học viên của một trường dạy nhảy tại Trung Quốc và đã được chọn trở thành thực tập sinh sau khi lọt vào mắt xanh của những nhân viên trong công ty JYP Entertaintment chi nhánh Trung Quốc. Tuy vào JYP cùng năm 2007 với bạn đồng hương kiêm đồng môn Fei, nhưng Jia là người được chọn vào trước. Với kĩ năng nhảy tốt, tích lũy được từ trường dạy nhảy lúc còn ở quê nhà, Jia được Park Jin Young cho đảm nhận vị trí nhảy chính của Miss A.
Trước khi ra mắt cùng Miss A, thành viên Suzy đã từng là người mẫu cho một nhãn hàng online trên mạng. Trước khi làm thực tập sinh của JYP, Suzy đã từng được đào tạo bài bản về thanh nhạc và một chút vũ đạo. Chính nhờ nền tảng khá vững chắc như vậy nên khi vào JYP, Suzy không mất quá nhiều thời gian luyện tập và chỉ sau một thời gian ngắn, cô đã được cho ra mắt. Nói chung, so với thành viên người Hàn Quốc còn lại là Min, Suzy không gặp nhiều khó khăn để trở thành một phần của Miss A cũng như không phải tốn quá nhiều công sức.

### Năm 2010: Ra mắt với "Bad girl good girl" và "Breathe"
Ngày 30/6, Miss A chính thức ra mắt với single đầu tiên "Bad but good". Ca khúc chủ đề "Bad girl good girl" nhanh chóng thống trị trên các bảng xếp hạng xứ Hàn. Chỉ sau ba tuần kể từ khi nhóm ra mắt, Miss A đã giành được giải thưởng Mutizen Award đầu tiên trên M.net M! Countdown. Lần lượt nhóm đã giành vị trí số 1 trên tất cả các chương trình âm nhạc lớn của Hàn gồm M.net M! Countdown, KBS Music Bank và SBS Inkigayo và giành nhiều giải thưởng quan trọng ở MAMA như Bài Hát Của Năm...
Ngày 26/9, Miss A cho ra mắt mini album đầu tiên của họ mang tên "Step up". Khác với single đầu tiên, ca khúc "Breathe" của nhóm mang đến một hình ảnh trẻ trung, cá tính kết hợp với những động tác vũ đạo lộn nhào, xoay người đầy mạnh mẽ. Ca khúc cũng giúp Miss A giành thêm một chiếc cúp tại M.net M! Countdown.

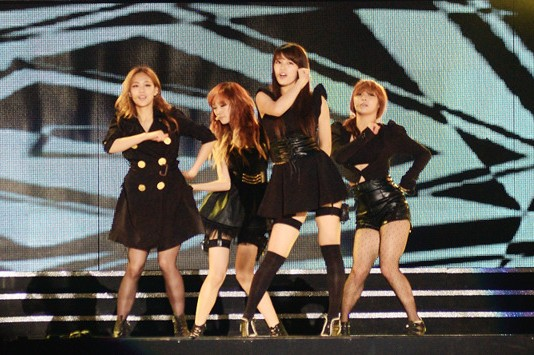
Miss A tại Hallyu Dream Concert ngày 3 tháng 10 năm 2011

### Năm 2011: Hoạt động solo, "Goodbye baby" và ra mắt tại Trung Quốc
Đầu năm 2011, các thành viên tham gia vào sự nghiệp điện ảnh. Thành viên Fei tham gia vào MV "I Only Love You" của Huh Gong. Thành viên Jia cũng góp mặt vào MV "Close Your Mouth" của M&D. Còn thành viên Suzy thì tham gia vào vai chính của bộ phim đình đám "Dream High". Riêng thành viên Min thì tham gia vào chương trình thực tế Oh! My School.
Tháng 5, nhóm cho ra mắt ca khúc "Love Alone" nằm trong album đầu tiên của nhóm. Ca khúc quảng cáo cho chương trình trượt băng nghệ thuật của Kim Yuna.
Ngày 18/7, Miss A chính thức phát hành album đầu tiên của họ "A Class". Họ bắt đầu quảng bá ca khúc "Good Bye Baby" vào ngày 21/7 trên Mnet M! Countdown. Chỉ vài tuần sau, nhóm đã giành hết giải thưởng trên các chương trình âm nhạc hàng tuần tại Hàn.

### Năm 2012: Touch và Independent Woman III

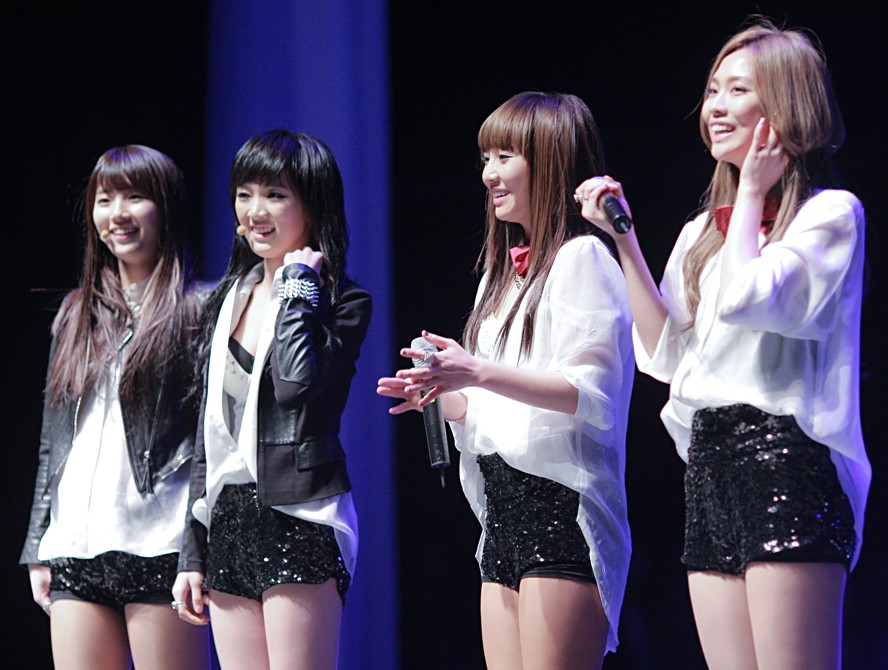
Miss A tại Trường Nghệ thuật Seoul năm 2012

Miss A biểu diễn tại Hàn Quốc - Nhật Bản Festival tại Tokyo vào tháng 10 năm 2011.
Miss A đã thông báo sự trở lại của họ tại Hàn Quốc với một EP gọi là Touch, phát hành vào ngày 20 tháng 2 năm 2012. Ngày 19 tháng 2 năm 2012, các video âm nhạc đã được tải lên YouTube thông qua kênh chính thức của Miss A và đã đạt được hơn một triệu người xem trong một ngày
Cả bài hát và album, đạt vị trí # 2 trên Gaon Chart Singles Digital và Albums Physical bảng xếp hạng của tuần thứ tư của tháng Hai. 
Miss A bắt đầu chương trình quảng bá của họ cho Touch vào ngày 23/2 trên M.net M! Countdown và các show âm nhạc khác. Ngày 29 tháng 2, Miss A đã giành bài hát chiến thắng trên Show Champion của đài MBC Music với ca khúc "Touch". Ngày 1/3, Touch cũng đã đi đến # 1 trên M.net M! Countdown. Ngày 4/3, họ đã giành Mutizen trên Inkigayo của đài SBS với Touch. Ngày 07 tháng 3 Miss A thắng trên JTBC Music On Top.
Ngày 22 tháng 3, trang web chia sẻ video phổ biến YINYUETAI tiết lộ video phiên bản Trung Quốc cho "Touch" của Miss A. Ngày 23/3, Miss A phát hành một phiên bản Trung Quốc của album Touch ở Hồng Kông và Đài Loan. Album này có chứa các phiên bản Hàn Quốc và Trung Quốc của "Touch" và cũng có những video âm nhạc dưới phiên bản DVD. Sau khi phát hành, "Touch" ngay lập tức đứng đầu bảng xếp hạng trực tuyến của Trung Quốc.
Nhóm này mở rộng quảng bá cho album bằng cách thể hiện "Over U", một bài hát khác trong album, trên từng chương trình âm nhạc trong tuần cuối cùng của họ.
Ngày 8/10 năm 2012, Miss A đã thông báo sự trở lại của họ với album dự án thứ năm của họ mang tên Independent Women Pt.III. Album được phát hành vào ngày 15. Ngày 16/10, Miss A đã mắc phải vào một tai nạn xe hơi nhỏ. Họ đã được đưa tới một bệnh viện, và tiếp tục lịch trình của họ với chỉ một vài giờ chậm trễ. Họ bắt đầu quảng bá cho "I Don't Need a Man" vào ngày 18/10.

### Năm 2013-2015: Hush và Colors

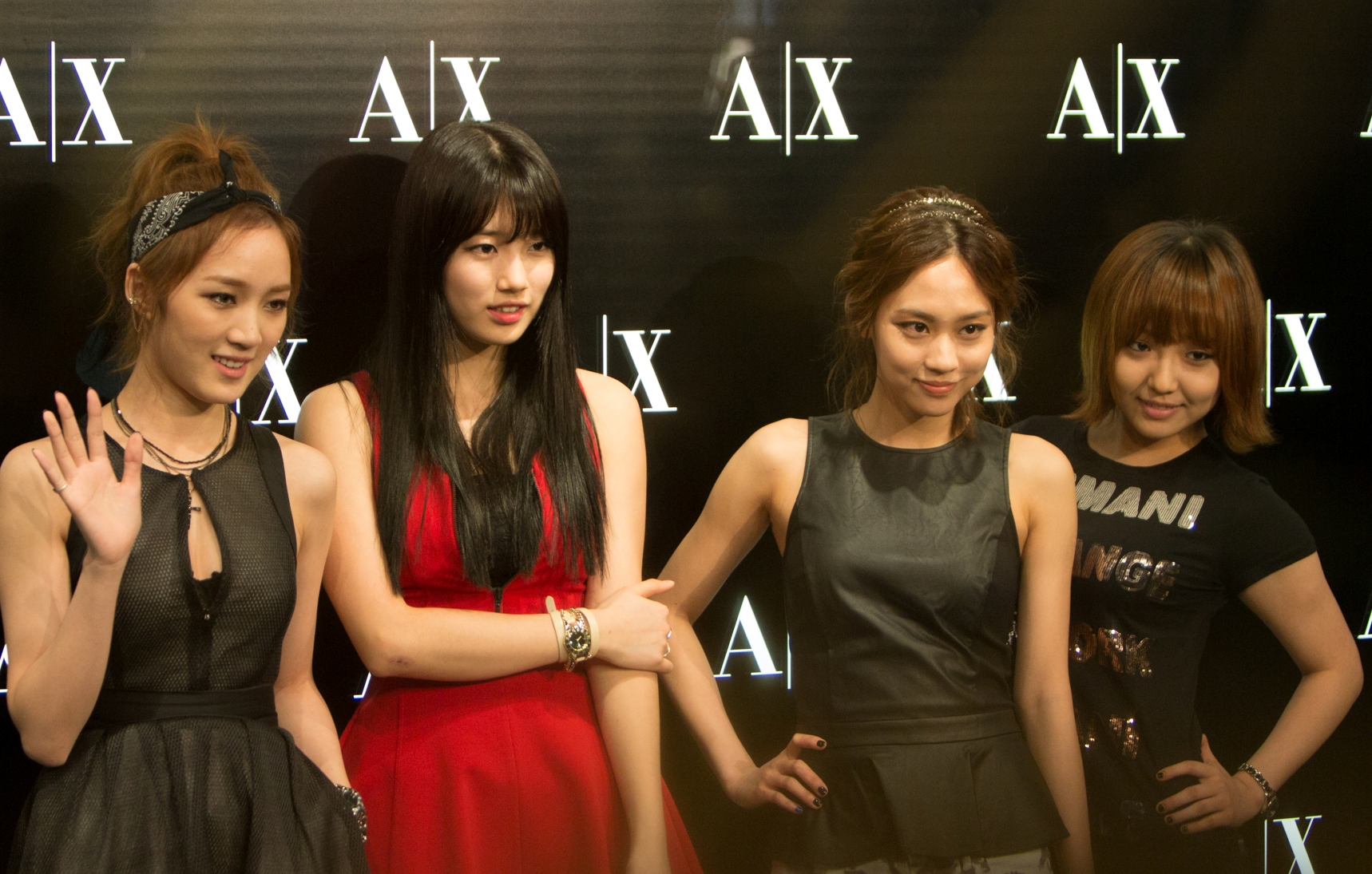
Miss A tại Singapore vào tháng 2 năm 2013

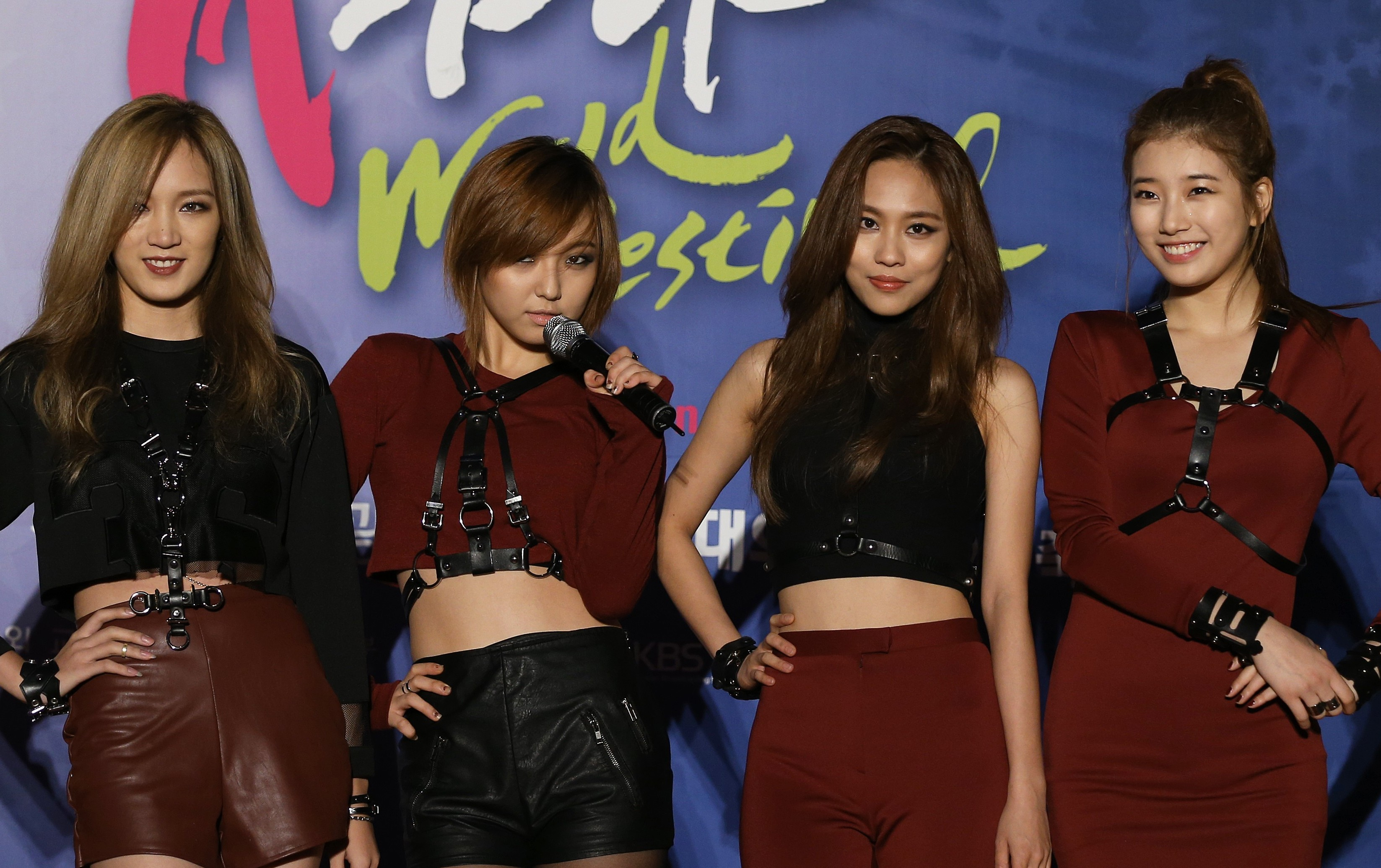
Miss A tại Korea KPOP World Festival năm 2013

Ngày 29/10 năm 2013, đã được xác nhận rằng Miss A sẽ trở lại hơn một năm sau khi họ quảng bá "I Don't Need a Man" với album full-length thứ hai của họ Hush. Bài hát chủ đề được sáng tác bởi bộ đôi nhạc sĩ nổi tiếng, E-Tribe, thay vì mọi lần là do JYP sáng tác. Họ đã biểu diễn sân khấu đầu tiên của họ vào ngày 7 trên M! Countdown và mang về nhà giải thưởng # 1 vào ngày 17/11 trong chương trình Inkigayo, 21/11 trên M! Countdown cũng như 22/11 trên Music Bank. Do việc phát sóng của MAMA 2013, tập phim của M! Countdown vào ngày 21/11 không được chiếu, nhưng Miss A đã nhận được giải thưởng # 1 cho tuần đó từ chương trình. Họ đã kết thúc quảng bá của họ cho "Hush" tại Hàn Quốc vào ngày 8/12 chương trình Inkigayo và ngay sau đó, họ bắt đầu quảng bá cho album thứ hai của họ ở Trung Quốc. Trong tháng mười hai, JYP Entertainment hủy công ty con của nó AQ Entertainment đó là công ty chịu trách nhiệm quản lý Miss A cũng như Baek Ayeon. Ban nhạc hiện đang được quản lý bởi JYP Entertainment
Hơn một năm sau khi phát hành "Hush", Miss A phát hành album Colors của họ vào ngày 30/3 năm 2015. Album được đi kèm với một loạt show thực tế, Real Miss A. Video âm nhạc cho đĩa đơn đầu tiên, "Only You", tăng hơn 2 triệu lượt xem trên YouTube trong vòng 24 giờ.

### Năm 2016-2017: Jia, Min rời nhóm và tan rã
Ngày 20 tháng 5 năm 2016, hợp đồng của Jia với JYP Entertainment kết thúc và cô sẽ rời khỏi Miss A. Ngày 10 tháng 11 năm 2017, JYP Entertainment thông báo Min cũng sẽ rời khỏi công ty và nhóm.
Ngày 27 tháng 12 năm 2017, JYP Entertainment xác nhận rằng nhóm đã tan rã.

## Thành viên
| Nghệ danh | Nghệ danh | Tên thật     | Tên thật   | Tên thật | Tên thật      | Ngày sinh         | Quốc tịch  | Vai trò                                                  |
| Latinh    | Hangul    | Latinh       | Hangul     | Hanja    | Hán Việt      | Ngày sinh         | Quốc tịch  | Vai trò                                                  |
| --------- | --------- | ------------ | ---------- | -------- | ------------- | ----------------- | ---------- | -------------------------------------------------------- |
| Fei       | 페이      | Wang Feifei  | 왕페이페이 | 王霏霏   | Vương Phi Phi | 27 tháng 4, 1987  | Trung Quốc | Main Vocalist                                            |
| Jia       | 지아      | Meng Jia     | 멍 지아    | 孟佳     | Mạnh Giai     | 3 tháng 2, 1989   | Trung Quốc | Main Rapper, Lead Dancer, Vocalist                       |
| Min       | 민        | Lee Minyoung | 이민영     | 李玟暎   | Lý Mân Ánh    | 21 tháng 6, 1991  | Hàn Quốc   | Main Dancer, Lead Rapper, Vocalist                       |
| Suzy      | 수지      | Bae Suzy     | 배수지     | 裴秀智   | Bùi Tú Trí    | 10 tháng 10, 1994 | Hàn Quốc   | Lead Vocalist, Sub Rapper, Maknae, Visual, Face of Group |

## Đĩa nhạc
- A Class (2011)
- Hush (2013)

## Các phim đã đóng

### Phim truyền hình
| Năm  | Tên phim     | Lưu Ý                  |
| ---- | ------------ | ---------------------- |
| 2012 | Dream High 2 | Khách mời trong tập 15 |

### Chương trình thực tế
| Năm  | Tên         | Kênh           | Lưu Ý             |
| ---- | ----------- | -------------- | ----------------- |
| 2015 | Real Miss A | YouTube, Naver | Cá nhân vật chính |

## Chuyến lưu diễn

### Chuyến lưu diễn độc lập
- Miss A: Party Asia Tour (2013-14)

### Chuyến lưu diễn đã tham gia
- JYP Nation Team Play Concert (2010)
- JYP Nation in Japan (2011)
- Jakarta FantastiKpop Festival (2011)
- Kaohsiung Kpop Festival in Taiwan (Nov 2011)
- K-Pop Music Fest in Sydney (2011)
- M LIVE by CJ, Most Amazing 2011 (2011)
- 2012 TTV Super Star (New Year's Eve Program) in Taipei Arena, Taiwan
- JYP Nation in Seoul and Japan (2012)
- 2012 Korean Music Wave in Bangkok
- K-POP Festival in Vietnam 2012
- K-POP Music in China 2012
- 27th Golden Disk Awards in Sepang International Circuit, Kuala Lumpur, Malaysia (2013)
- Chalice Dubs Masquerade at the Canopy Club in Urbana, Illinois (2013)
- JYP Nation One Mic in Seoul, Hong Kong, Tokyo and Bangkok (2014)

## Giải thưởng và đề cử

### Golden Disk Awards
| Năm  | Hạng mục                  | Được đề cử           | Kết quả   |
| ---- | ------------------------- | -------------------- | --------- |
| 2010 | Digital Music Bonsang     | "Bad Girl Good Girl" | Đoạt giải |
| 2010 | Rookie Award              | Miss A               | Đề cử     |
| 2010 | Popularity Award          | Miss A               | Đề cử     |
| 2010 | Asia Popularity Award     | Miss A               | Đề cử     |
| 2011 | Disk Daesang              | A Class              | Đề cử     |
| 2011 | Disk Bonsang              | "Goodbye Baby"       | Đề cử     |
| 2011 | Digital Music Bonsang     | "Goodbye Baby"       | Đoạt giải |
| 2011 | Popularity Award          | Miss A               | Đề cử     |
| 2012 | Digital Music Bonsang     | "Touch"              | Đoạt giải |
| 2012 | Popularity Award          | "Touch"              | Đề cử     |
| 2012 | MSN International Award   | "Touch"              | Đề cử     |
| 2012 | MSN Southeast Asian Award | "Touch"              | Đề cử     |
| 2013 | Digital bonsang           | Hush                 | Đoạt giải |

### Seoul Music Awards
| Năm  | Hạng mục          | Được đề cử           | Kết quả   |
| ---- | ----------------- | -------------------- | --------- |
| 2010 | New Artist Awards | Miss A               | Đề cử     |
| 2010 | Bonsang Awards    | "Bad Girl Good Girl" | Đoạt giải |
| 2011 | Bonsang Awards    | "Goodbye Baby"       | Đoạt giải |
| 2012 | Bonsang Awards    | "Touch"              | Đoạt giải |
| 2013 | Bonsang Awards    | "Hush"               | Đề cử     |
| 2013 | Popularity Award  | "Hush"               | Đề cử     |